# Родионова, Анна Николаевна
Анна Николаевна Родионова (урожденная Нестерова; 1751—1827) — русская дворянка, благотворительница,  основательница Казанского Родионовского института благородных девиц.

## Биография
Анна Нестерова родилась в 1751 году в Калужской губернии.  Отец её, богатый калужский помещик, проиграл в карты все состояние и оставил семью без всяких средств к существованию; после смерти отца она воспитывалась у своего дяди, князя Тенишева, в Казани, а когда ей исполнилось 18 лет, дядя выдал её  замуж за казанского помещика, пожилого вдовца — полковника Ивана Александровича Родионова, у которого от первого брака с дочерью знаменитого казанского фабриканта Дряблова было два сына: Александр и Дмитрий (1746—1834). 
В 1774 году, во время нашествия Пугачева на Казань, A. H. Родионова с тремя малолетними детьми уехала в Москву, а муж ее остался в Казани в своем доме на Воскресенской улице. Спасаясь от Пугачева, Иван Александрович спрятался под престолом Воскресенской церкви, но пугачевские головорезы его нашли, вывели на паперть, истязали и зверски убили; в тот же день убили и его старшего сына Александра. 
Возвращение Анны Николаевны Родионовой в Казань после поимки Пугачева сопровождалось весьма тяжелыми для нее обстоятельствами; одновременно с потерей мужа она лишилась и большей части имущества: дом в Казани, на Воскресенской улице, был разграблен и сожжен; имущество в усадьбе села Масловки расхищено местными крестьянами. Когда известие о печальной судьбе Родионовой дошло до Императрицы Екатерины II; она прислала ей несколько бриллиантов в подарок и повелела Казанскому военному губернатору князю Платону Степановичу Мещерскому принять молодую вдову под свое особое покровительство. 
В 1775 году, при содействии князя Мещерского, был произведен раздел имения Родионова: вдове с тремя малолетними детьми досталось 303 крепостных, и ей предстояло, как опекунше, позаботиться о приведении в порядок разоренного имения. Добрым советником и помощником ее явился казанский митрополит Вениамин, участливо отнесшийся к Родионовой в память о её муже, с которым он был очень дружен. Вероятно митрополит заметил в Родионовой склонность к практической деятельности, а потому посоветовал ей заняться рыбными промыслами и ссудил ей для первоначального обзаведения 15 тысяч рублей. Она стала брать из бывшей Губернской Канцелярии, а затем и из Казенной Палаты разнообразные оброчные статьи — мельницы, сенокосы и рыбные ловли. Дела шли удачно, и Родионова получила возможность употреблять большие суммы на покупку населенных имений в Казанской и Симбирской губерниях, а также скупила в свою собственность все части, доставшиеся её детям и пасынку Дмитрию в Масловке, Семеновке и Дмитриевке, — вероятно для того, чтобы уничтожить дробность владения в одних и тех же селениях. Кроме того, она покупала в разных местах сенные покосы, мельницы и людей без земли. Её благосостояние еще увеличилось после того, как она начала вести обширную торговлю хлебом, производя поставки даже в казну. Такая кипучая деятельность продолжалась около тридцати лет.
Сыну своему Павлу она подарила село Киять (205 душ), а дочерям дала хорошее приданое при выходе их замуж: старшая, Наталья, вышла за губернского предводителя дворянства Порфирия Львовича Молоствова (в этом браке родился сын Владимир ставший сенатором и генералом), а Татьяна — за штабс-капитана Доронова.
Зимой Родионова жила в Казани, в своем обширном каменном доме, а летом — в Масловке. Желая познакомиться с жизнью Родионовой в деревне, её биограф П. А. Пономарев ездил в Масловку в 1886 году и расспрашивал стариков, которые хорошо ее помнили. Полевое хозяйство, судя по их словам, вел крепостной крестьянин Евфим Федоров Петухов — «змея-человек», знавший рабочую силу каждого тягла и умевший пользоваться ею в барских интересах, вследствие чего требования барщины были весьма суровые. Но при падежах и неурожаях Родионова снабжала своих крестьян и скотом, и хлебом, так что крестьянское хозяйство «в разор» не приходило. Приезжала Родионова в Масловку в карете шестериком, в сопровождении отряда вооруженных казаков, так как дорога шла по лесным и овражистым местам. Барский двор был обнесен высокой каменной стеной; по ночам часовые с заряженными ружьями расхаживали по двору; в поле выезжала Родионова не раньше полудня и не иначе, как в карете, четвериком. Зная Родионову уже в старости, крестьяне, которых расспрашивал Пономарев, находили, что она была только «середнего ума». Подобный отзыв весьма понятен, так как им казалось, что «она не своим умом жила. Что ей Евфим Федоров (Петухов) скажет, то и ладно!».
В начале 1820-х годов, когда Родионовой было уже около семидесяти лет, она стала подумывать о необходимости сделать последние распоряжения. Дети ее были обеспечены, большую часть имущества она раздала не только им, но близким и дальним родственникам, и постоянно помогала многим бедным семействам деньгами и жизненными припасами. 1 декабря 1823 года она обратилась к вдовствующей Императрице Марии Фёдоровне с прошением, в котором выразила желание пожертвовать Масловку, Дмитриевку и каменный дом в Казани «на богоугодное дело, чтобы содержать в Казани доходами с оного имения Институт для бедных благородных девиц, по примеру в Санкт-Петербурге и Москве учрежденных». Императрица Мария Федоровна, стоявшая во главе управления женскими учебными заведениями, отнеслась к предложению Родионовой с пониманием и ответила ей 24 декабря рескриптом. Еще до получения рескрипта Родионова составила духовное завещание, в котором, между прочим, сказано: «Предоставляю все означенное имение после меня в полное и неотъемлемое распоряжение Института, когда последует на то Высочайшее соизволение». 

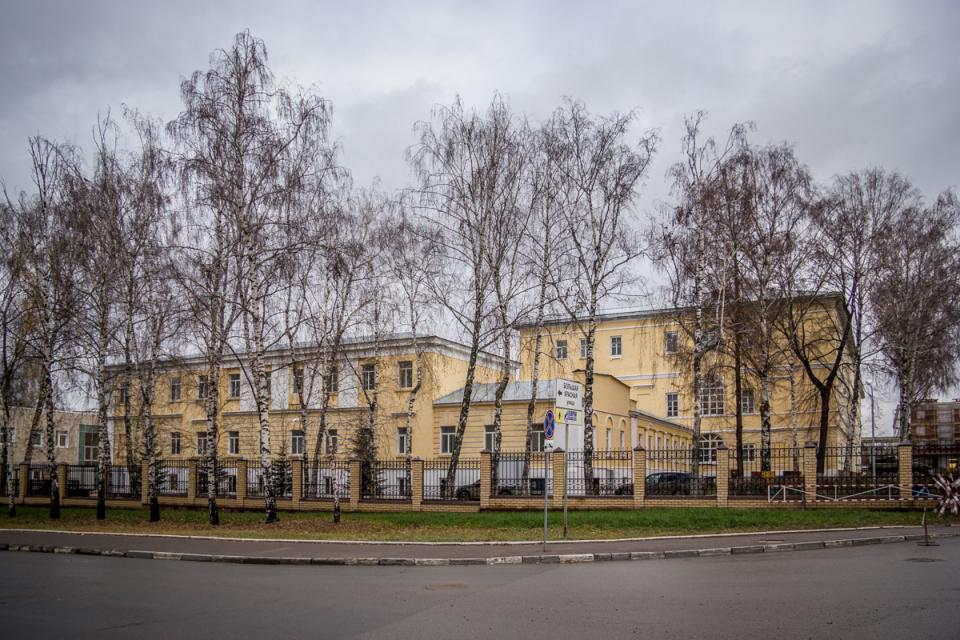
Здание Родионовского института благородных девиц, где ныне находится Казанское суворовское военное училище

В 1825 году Родионова препроводила Императрице новое духовное завещание, в котором значилось, что, кроме упомянутого выше, она жертвует после только что умершей своей дочери Татьяны Дороновой село Тангачи, о котором «производится в Казанских судебных местах спорное дело с полковником Мергасовым». Так как Родионова просила, чтобы Государь повелел Министру юстиции обратить внимание на указанное выше спорное дело, то министр князь Лобанов-Ростовский предписал Казанскому губернскому прокурору Г. И. Солнцеву (бывшему профессору Казанского Университета) обратить на дело её с полковником Мергасовым должное внимание и наблюсти, чтобы оно в производстве своем не подверглось медленности и решено было на основании законов, «что на вас и возлагаю, поручая вам содержать меня о том деле в беспрестанной известности». Спорное дело с Мергасовым, дважды рассмотренное в Уездном суде, оба раза решено было в его пользу; 21 февраля 1827 года Сенат утвердил духовное завещание Дороновой также в пользу Мергасова, а Родионовой предоставил право, если она пожелает производить спор, где следует и на основании законов; но она этого не пожелала. Солнцев принял деятельное и горячее участие в составлении Родионовой окончательного завещания, копии с которого она препроводила к Императрице и в Опекунский Совет. Душеприказчиком она избрала в июле 1827 года своего родственника Вешнякова, вменив ему в обязанность немедленно после ее смерти обратиться к Государыне с просьбой об открытии Института и во всем сообразоваться с советами прокурора Солнцева. Процесс с Мергасовым подействовал на Родионову удручающим образом, а в начале декабря 1827 года один дворовый человек её, кем-то подкупленный, будучи дежурным караульщиком дома, хотел ночью умертвить ее в спальне. Покушение не удалось благодаря присутствию духа Алексея и Александра Ивановых, сыновей ее «верного слуги», находившихся в прихожей; но испуг и потрясение были таковы, что с Родионовой сделалась горячка, после которой она ослабела и скончалась на 76-м году жизни 30 декабря 1827 года. Похоронили ее 3 января 1828 года на избранном ею месте — «на погосте церкви Воскресения Христова, почти против завещанного ею Институту дома, у того самого места, где была устроена ею маленькая уединенная каморка для моления» над могилою мужа.

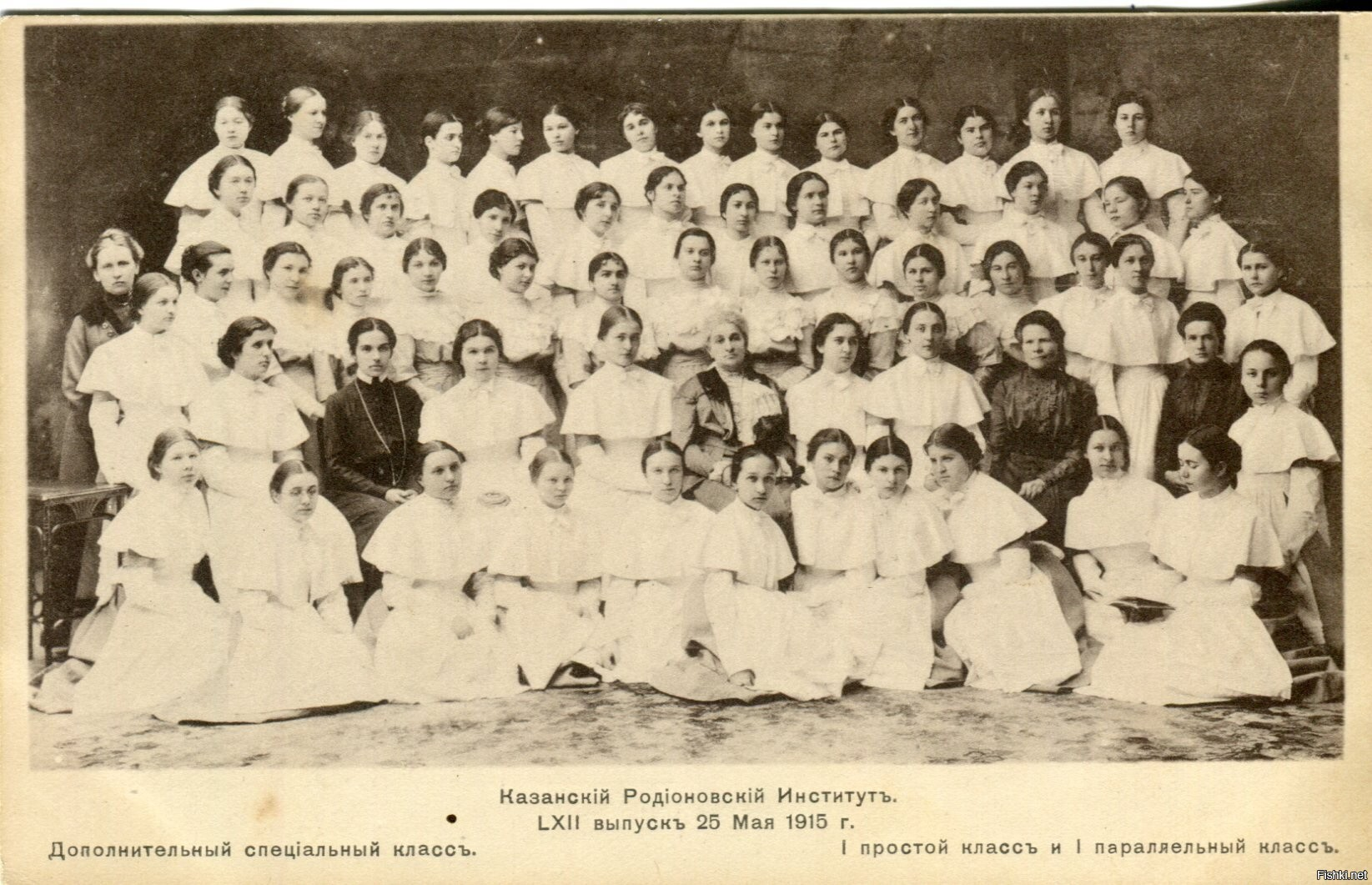
Казанский Родионовский институт благородных девиц. Выпуск 25 мая 1915.

Так как Родионова не успела сделать распоряжений об оставшейся после нее движимости и деревне Обуховке, то все это перешло по закону к ее внуку, штабс-ротмистру Луке Павловичу Родионову, который жил в последнее время у нее в доме, не имея ровно никаких средств. Не считая Обуховки и почти 40 тысяч наличных денег, он получил движимости на сумму около 200000 рублей. Всего этого богатства ненадолго достало ему, и в конце 1829 года он вошел в Комиссию Прошений с всеподданнейшей просьбой возвратить ему, как единственному законному наследнику, то имение, которое, по его словам, «бабка завещала Институту неправильно», так как «имение сие не ей принадлежало, а скупила она его от детей своих во время опекунства ее над ними на деньги, собранные с того же имения». Дело затянулось, и лишь в середине 1837 года Сенат окончательно решил его в пользу Института, с наложением на Родионова за «неправую апелляцию» 10% штрафа, что со всей суммы иска составило 32 тысячи 920 рублей. Ко времени торжественного открытия Родионовского Института в 1841 году Алексей Иванов, бывший домашний секретарь Родионовой, написал масляными красками ее портрет, который повесили в зале Института. В силу необходимости пришлось сделать отступление от завещания: дом ее на Воскресенской улице оказался недостаточно поместительным, а надстройка третьего этажа, по мнению архитекторов, была бы небезопасна. Вследствие этого дом её был продан городу за 22000 рублей под полицию, а Институт поместили в новом здании, построенном на Арском поле, среди «вековых липовых аллей» бывшей Нееловской рощи, которую Императрица Мария Федоровна купила еще в 1805 году, намереваясь устроить в Казани Институт.
Солнцев, часто видавшийся с Родионовой, так защищал её интересы, что принимал участие в судьбе ее завещания не только при ее жизни, но и после смерти, когда у казны возник процесс с ее внуком. Солнцев собрал все данные, касающиеся Родионовой и истории возникновения Института, привел их в хронологический порядок и даже отчасти обработал в форме краткой записки, которую передал для хранения в первоначальный Совет Института. Документы эти не уцелели, но П. А. Пономарев, биограф Родионовой, получил доступ к бумагам Солнцева, благодаря любезности его вдовы, и воспользовался ими. 
Из «Записки» Солнцева о Родионовой: 

«Она была весьма набожна и почти ежедневно езжала в приходскую Воскресенскую церковь, знала основательно церковный устав, имела собственный небольшой хор певчих из крепостных людей, коих и употребляла для церковного пения; строго соблюдала посты, в пище была весьма умерена, но добрых знакомых своих любила угощать хотя не роскошным, но обильным столом; кроме английского портера, сама никаких напитков не употребляла; в доме имела приличную мебель и экипажи; для выездов своих употребляла всегда карету; кроме родственницы своей, престарелой княгини Баратаевой, ни к кому более не езжала; театральные зрелища ненавидела, почитая оные ближайшим проводником к развращению нравов и в особенности женского пола, была бережлива, но не скупа; носила всегда черное или белое платье, а голову повязывала белым платком; любила рукоделия и для того имела собственных своих 120 крестьянских девок, занимавшихся прядением, тканьем и беленьем холста; имела своего каретного мастера; были также у нее свои сапожники, башмачники и повара; для услуг своих употребляла одного старика Ивана с двумя его сыновьями Алексеем и Александром и одну пожилую женщину; в свободное время любила заниматься чтением духовных и исторических книг, составлявших ее избранную библиотеку; зрение имела острое, но употребляла очки; любила также садоводство; не терпела роскошных нарядов, пирух и сплетен, но что делалось в городе, все ведала из верных источников; не любила картежной и других азартных игр, за что и не жаловала некоторых своих близких родственников; во всем имела твердую волю; к крепостным своим людям была строга, но не жестокосердна и отличных в поведении жаловала подарками. Что касается до телесного образования, то роста была среднего, лицо имела белое, глаза сероватые, нос умеренный и прямой, волосы русые, походку имела твердую, но при старости в помощь употребляла трость; голос имела твердый тенор, а взор — строгий.»